# Episodi de I Saurini e i viaggi del meteorite nero (quarta stagione)
La quarta ed ultima stagione delIa serie animata I Saurini e i viaggi del meteorite nero è stata trasmessa su Rai Yoyo dal 20 dicembre 2015 al 13 maggio 2016.
| nº | titolo originale             | prima tv italia  |
| -- | ---------------------------- | ---------------- |
| 1  | il cristallo dei desideri    | 20 dicembre 2015 |
| 2  | l'appetito vien mangiando    | dicembre 2015    |
| 3  | una dura lezione             | dicembre 2015    |
| 4  | il mostro dell'abisso nero   | dicembre 2015    |
| 5  | una scheggia impazzita       | dicembre 2015    |
| 6  | il pianeta verde             | dicembre 2015    |
| 7  | alieni al lavoro             | dicembre 2015    |
| 8  | sogni d'oro                  | dicembre 2015    |
| 9  | i fiori che ridono           | dicembre 2015    |
| 10 | assalto all 'alistar express | dicembre 2015    |
| 11 | nella rete                   | dicembre 2015    |
| 12 | l'ultimo enigma              | dicembre 2015    |
| 13 | pirati stellari              | dicembre 2015    |
| 14 | il pianeta dei tesori        | 2016             |
| 15 | polli e superpolli           | 2016             |
| 16 | attenti al fuoco             | 2016             |
| 17 | i difensori della luce       | 2016             |
| 18 | metalli e bulloni            | 2016             |
| 19 | ritmo saurini                | 2016             |
| 20 | alien baby                   | 2016             |
| 21 | sulle nubi                   | 2016             |
| 22 | la grande prova              | 2016             |
| 23 | dolcetto o scherzetto        | 2016             |
| 24 | una pungente avventura       | 2016             |
| 25 | salviamo il natale           | 2016             |
| 26 | l'ultimo desiderio           | 13 maggio 2016   |